# Stéphane Rideau
Pour les articles homonymes, voir Rideau (homonymie).
 (septembre 2009).
Si vous disposez d'ouvrages ou d'articles de référence ou si vous connaissez des sites web de qualité traitant du thème abordé ici, merci de compléter l'article en donnant les références utiles à sa vérifiabilité et en les liant à la section « Notes et références ».
Stéphane Rideau, né le 25 juillet 1976 à Agen, est un acteur français.

## Biographie
Stéphane Rideau fut repéré en 1993 par le réalisateur André Téchiné, alors qu'il disputait un match de rugby. Il fut aussitôt retenu pour le casting des Roseaux sauvages où il joue aux côtés de Gaël Morel et Élodie Bouchez. Ce rôle lui vaudra une nomination pour le César du meilleur espoir masculin.
Ce sera le début d'une longue amitié et collaboration avec Gaël Morel et Élodie Bouchez. Morel les fera jouer dans Premières Neiges, un téléfilm pour Arte, et dans son court métrage À rebours avant de les réunir à nouveau dans son premier long métrage en tant que réalisateur À toute vitesse.
Quelques mois plus tard, François Ozon lui confiera le rôle de David dans Sitcom donnant lieu à une scène d'anthologie où il apparaît en tenue sado-masochiste.
En 2000, Sébastien Lifshitz lui confie le rôle de Cédric dans Presque rien aux côtés de Jérémie Elkaïm. Ce film, qui raconte une histoire d'amour entre deux garçons, et dans lequel il apparaît brièvement nu, installera définitivement Stéphane Rideau dans le statut d'icône gay, bien qu'il soit lui-même hétérosexuel.
Il déclarera d'ailleurs par la suite : « [Mes rôles d'homo], j'en suis très fier, je les assume mais j'ai fait le tour de la question. J'ai envie d'explorer d'autres choses. Je rejouerai un homo à condition que l'approche du personnage soit différente. ».
Il se fait remarquer à la télévision sur France 2 en 2011 pour son rôle de Georges Brassens, dans le téléfilm Brassens, la mauvaise réputation.

### Vie privée
Après avoir un temps habité à Paris, Stéphane Rideau est retourné dans sa région d'origine où il vit aujourd'hui auprès de sa compagne et de leur  fille, Eva Rideau.

## Citations
- Il déclarera en 2004 que le rôle qui lui ressemble le plus est celui de Serge dans Les Roseaux sauvages.[réf. souhaitée]
- « Si me voir dans des films peut aider des gays à vivre mieux leur sexualité, alors tant mieux. »[réf. souhaitée]

## Filmographie

### Cinéma

#### Longs métrages
- 1994 : Les Roseaux sauvages d'André Téchiné : Serge Bartolo
- 1995 : Revivre de Jean-Luc Raynaud : Antoine
- 1996 : À toute vitesse de Gaël Morel : Jimmy
- 1997 : Mauvais Genre de Laurent Bénégui : un policier
- 1998 : Ça ne se refuse pas d'Éric Woreth : le tueur
- 1998 : Sitcom de François Ozon : David
- 1999 : Les Passagers de Jean-Claude Guiguet : Marco
- 2000 : Presque rien de Sébastien Lifshitz : Cédric
- 2001 : Loin d'André Téchiné : Serge
- 2002 : La Merveilleuse odyssée de l'idiot toboggan de Vincent Ravalec, segment Never Twice : Hector
- 2003 : Lokarri de Jean-Pierre Grasset : Imanol
- 2003 : Le Ventre de Juliette de Martin Provost : Mathias
- 2004 : Le Cadeau d'Elena de Frédéric Graziani : Antoine
- 2004 : Le Clan de Gaël Morel : Christophe
- 2008 : Un barrage contre le Pacifique de Rithy Panh : Agosti
- 2011 : Les Hommes libres d'Ismaël Ferroukhi  : Francis
- 2011 : Notre paradis de Gaël Morel : Vassili
- 2015 : La Fille du patron d'Olivier Loustau : Marc
- 2018 : Meurs, monstre, meurs (Muere, monstruo, muere) d'Alejandro Fadel : le monstre
- 2018 : Gueule d'ange de Vanessa Filho : Jean
- 2019 : Les Vétos de Julie Manoukian : Cédric
- 2022 : L'Enfant du paradis de Salim Kechiouche
- 2024 : Les Gens d'à côté d'André Téchiné : le commissaire
- 2024 : Vivre, mourir, renaître de Gaël Morel : Daniel, le père d'Emma
- 2025 : Ad vitam de Rodolphe Lauga : Stanislas

#### Courts métrages
- 1994 : Le Banquet de Christelle Milhavet
- 1995 : La Vie à rebours de Gaël Morel : le fils
- 1995 : Never Twice de Vincent Ravalec : Hector
- 1998 : Beaucoup trop loin d'Olivier Jahan : Romain
- 2004 : Dernière cigarette de Thierry Falivene : François
- 2018 : A l'orée de Jean-Baptiste Huong : voix
- 2020 : Psylo de François Robic : Moïse / Michel

### Télévision
- 1996 : Verdict (série télévisée), épisode Le Mensonge de Laurent Carcélès
- 1996 : Le Juge est une femme (série télévisée), épisode Drôle de jeu de Daniel Vigne : Thomas Verdet
- 1996 : Sixième classique (téléfilm) de Bernard Stora : Mitou
- 1996 : Une clinique au soleil (Titre d'abord envisagé : La Passion du docteur Bergh) de Josée Dayan
- 1998 : Un homme en colère (série télévisée), épisode Un silence coupable de Caroline Huppert : Mathieu
- 1999 : Premières neiges (téléfilm) de Gaël Morel : Eric
- 2002 : Les Pygmées de Carlo (téléfilm) de Radu Mihaileanu : Olivier
- 2007 : Le Vrai coupable (téléfilm) de Francis Huster : Lars Thorwad
- 2008 : New Wave (téléfilm) de Gaël Morel : le prof de sport
- 2008 : Béthune sur Nil (téléfilm) de Jérôme Foulon : Eddy Malar
- 2011 : Brassens, la mauvaise réputation (téléfilm) de Gérard Marx : Georges Brassens
- 2013 : Section de recherches (série télévisée), épisode Coup de théâtre : Filip Esquibel
- 2014 : La Vallée des mensonges (téléfilm) de Stanislas Graziani : Marcel
- 2017 : Meurtres à... (série télévisée), épisode Meurtres en Auvergne de Thierry Binisti : Olivier Soulac
- 2017 : Le Viol (téléfilm) d'Alain Tasma : Pierre Mathieu
- 2017 : Crime à Martigues (téléfilm) de Claude-Michel Rome : Dominique Dos Santos
- 2019 : Connexion intime (téléfilm) de Renaud Bertrand : Marc
- 2019 : Munch (série télévisée), saison 3, épisode 2 Cas de conscience de Laurent Tuel : Loïc Ferlin
- 2021 : Les Sandales blanches (téléfim) de Christian Faure : Christian
- 2021 : Capitaine Marleau (série télévisée) de Josée Dayan, épisode L'Homme qui brûle : Michaël Terrier
- 2021 : Girlsquad (série télévisée) : Arnaud
- 2022 : Le Patient (téléfilm) de Christophe Charrier : Marc Grimaud
- 2022 : OPJ Pacifique Sud (série télévisée) : Melvin Félix
- 2023 : Constance aux enfers (téléfilm) de Gaël Morel : le détective privé
- 2024 : Ouija, un été meurtrier (mini-série télévisée) de Thomas Bourguignon : René Brémont
- 2024 : Alex Hugo (série télévisée), saison 10, épisode 1 La Vallée des vautours de Thierry Petit : Olivier Castan
- 2025 : 37 Secondes (mini-série) : Corentin

### Clip
- 2009 : Last Zoom d'Ysa Ferrer : apparition

### Doublage
- 2021 : West Side Story de Steven Spielberg : ? (?)

## Distinctions

### Nomination
- Césars 1995 : Nomination au César du meilleur espoir masculin pour Les Roseaux sauvages